# Ligat ha'Al (baloncesto) 2009-10
La Ligat ha'Al 2009-10 fue la edición número 56 de la Ligat ha'Al, la máxima competición de baloncesto de Israel. La temporada regular comenzó el 24 de octubre de 2009 y acabó el 27 de mayo de 2010. El campeón fue el Hapoel Gilboa Galil, que lograba su segundo título, mientras descendieron a la Liga Leumit Ironi Nahariya, Ironi Ramat Gan y Hapoel Afula, este último por problemas económicos.

## Equipos Temporada 2009/10
| Equipo                | Ciudad        | Estadio                | Capacidad |
| --------------------- | ------------- | ---------------------- | --------- |
| Barak Netanya         | Netanya       | Yeshurun               | 1,000     |
| Bnei Herzliya         | Herzliya      | HaYovel Herzliya       | 1,500     |
| Hapoel Afula          | Afula         | Nir Ha'emak Hall       | 1,000     |
| Hapoel Gilboa Galil   | Gan Ner       | Gan Ner Sports Hall    | 2,100     |
| Hapoel Holon          | Holon         | Holon Toto Hall        | 5,400     |
| Hapoel Jerusalem      | Jerusalem     | Jerusalem Payis Arena  | 11,000    |
| Ironi Ashkelon        | Ashkelon      | Ashkelon Sports Arena  | 3,000     |
| Ironi Nahariya        | Nahariya      | Ein Sara Sport Hall    | 2,500     |
| Ironi Ramat Gan       | Ramat Gan     | Zisman Arena           | 1.400     |
| Maccabi Haifa         | Haifa         | Romema Arena           | 5,000     |
| Maccabi Rishon LeZion | Rishon LeZion | Beit Maccabi Rishon    | 2,500     |
| Maccabi Tel Aviv      | Tel Aviv      | Menora Mivtachim Arena | 10,383    |

## Resultados

### Temporada regular
|     | Equipo                    | PJ | G  | P  | PF   | PC   | Dp   | Pts | Clasificación          |
| --- | ------------------------- | -- | -- | -- | ---- | ---- | ---- | --- | ---------------------- |
| 1.  | Maccabi Tel Aviv          | 22 | 21 | 1  | 2075 | 1692 | 383  | 43  | Euroliga 2010-11       |
| 2.  | Hapoel Jerusalem          | 22 | 14 | 8  | 1913 | 1827 | 86   | 36  | Eurocup 2010-11        |
| 3.  | Hapoel Gilboa Galil Elyon | 22 | 14 | 8  | 1842 | 1717 | 125  | 36  | Euroliga 2010-11       |
| 4.  | Maccabi Haifa             | 22 | 14 | 8  | 1758 | 1649 | 109  | 36  | EuroChallenge 2010–11  |
| 5.  | Elitzur Maccabi Netanya   | 22 | 14 | 8  | 1795 | 1831 | −36  | 36  | EuroChallenge 2010–11  |
| 6.  | Ironi Ashkelon            | 22 | 11 | 11 | 1753 | 1784 | −31  | 33  |                        |
| 7.  | Maccabi Rishon LeZion     | 22 | 10 | 12 | 1758 | 1796 | −38  | 32  |                        |
| 8.  | Bnei HaSharon             | 22 | 9  | 13 | 1712 | 1705 | +7   | 31  |                        |
| 9.  | Ironi Nahariya            | 22 | 7  | 15 | 1672 | 1779 | −107 | 29  | Descenso a Liga Leumit |
| 10. | Hapoel Afula              | 22 | 7  | 15 | 1811 | 1979 | −168 | 29  | Descenso a Liga Leumit |
| 11. | Ironi Ramat Gan           | 22 | 6  | 16 | 1703 | 1906 | −203 | 28  | Descenso a Liga Leumit |
| 12. | Hapoel Holon              | 22 | 6  | 16 | 1690 | 1817 | −127 | 28  | Descenso a Liga Leumit |

|  | Clasificado para Playoffs             |
|  | Clasificado para Playoffs de descenso |

### Playoffs

#### Cuartos de final
Los cuartos de final se jugaron al mejor de 5 partidos. El equipo con mejor posición al término de la temporada regular acogería los partidos 1, 3 y 5 (si fueran necesarios), mientras que el equipo peor clasificado lo haría con los partidos 2 y 4.
| Equipo #1            | Final | Equipo #2                   | Partido 1 2-3 de mayo | Partido 2 5-6 de mayo | Partido 3 9-10 de mayo | Partido 4 13 de mayo | Partido 5 17 de mayo |
| -------------------- | ----- | --------------------------- | --------------------- | --------------------- | ---------------------- | -------------------- | -------------------- |
| Maccabi Tel Aviv (1) | 3–2   | Bnei HaSharon (8)           | 79–89                 | 91–58                 | 104–82                 | 81–91                | 71–69                |
| Hapoel Jerusalem (2) | 3–1   | Maccabi Rishon LeZion (7)   | 73–69                 | 75–64                 | 78–87 (OT)             | 62–56                |                      |
| Galil/Gilboa (3)     | 3–0   | Ironi Ashkelon (6)          | 92–81                 | 84–73                 | 94–76                  |                      |                      |
| Maccabi Haifa (4)    | 1–3   | Elitzur Maccabi Netanya (5) | 76–88                 | 75–73                 | 75–77                  | 71–75                |                      |

#### Final Four
|  | Semifinales 25 de mayo  | Semifinales 25 de mayo |                  |              | Final 27 de mayo        | Final 27 de mayo |  |
|  |                         |                        |                  |              |                         |                  |  |
|  |                         |                        |                  |              |                         |                  |  |
|  | Hapoel Jerusalem        | 69                     |                  |              |                         |                  |  |
|  | Hapoel Jerusalem        | 69                     |                  |              |                         |                  |  |
|  | Gilboa/Galil            | 79                     |                  |              |                         |                  |  |
|  | Gilboa/Galil            | 79                     |                  | Gilboa/Galil | 90                      |                  |  |
|  |                         |                        |                  | Gilboa/Galil | 90                      |                  |  |
|  |                         |                        | Maccabi Tel Aviv | 77           |                         |                  |  |
|  | Maccabi Tel Aviv        | 104                    | Maccabi Tel Aviv | 77           |                         |                  |  |
|  | Maccabi Tel Aviv        | 104                    |                  |              |                         |                  |  |
|  | Elitzur Maccabi Netanya | 78                     |                  |              | 3.º y 4.º puesto        | 3.º y 4.º puesto |  |
|  | Elitzur Maccabi Netanya | 78                     |                  |              | 3.º y 4.º puesto        | 3.º y 4.º puesto |  |
|  |                         |                        |                  |              |                         |                  |  |
|  |                         |                        |                  |              | Hapoel Jerusalem        | 95               |  |
|  |                         |                        |                  |              | Hapoel Jerusalem        | 95               |  |
|  |                         |                        |                  |              | Elitzur Maccabi Netanya | 82               |  |
|  |                         |                        |                  |              | Elitzur Maccabi Netanya | 82               |  |
|  |                         |                        |                  |              |                         |                  |  |

#### Partidos

##### Semifinal 1
| 25 de mayo de 2010 | Hapoel Jerusalem                                  | 69–79                                 | Gilboa/Galil                           |                                                                       |  |
| 18:00              | Parciales: 19–20, 22–15, 11–23, 17–21             | Parciales: 19–20, 22–15, 11–23, 17–21 | Parciales: 19–20, 22–15, 11–23, 17–21  |                                                                       |  |
|                    | Estadísticas Hunter 16 Simmons 11 Ohayon, Neimi 4 | Pts Reb Asts                          | Estadísticas Pargo 13 Randle 8 Mekel 5 | Pabellón: Yad Eliyahu Arena, Tel Aviv Asistencia: 11,700 espectadores |  |

##### Semifinal 2
| 25 de mayo de 2010 | Maccabi Tel Aviv                         | 104–78                                | Elitzur Maccabi Netanya                  |                                                                       |  |
| 20:55              | Parciales: 29–14, 31–18, 24–19, 20–27    | Parciales: 29–14, 31–18, 24–19, 20–27 | Parciales: 29–14, 31–18, 24–19, 20–27    |                                                                       |  |
|                    | Estadísticas Pnini 16 Eidson 7 Perkins 7 | Pts Reb Asts                          | Estadísticas Washam 26 Washam 6 Washam 4 | Pabellón: Yad Eliyahu Arena, Tel Aviv Asistencia: 11,700 espectadores |  |

##### 3.º y 4.º puesto
| 27 de mayo de 2010 | Hapoel Jerusalem                         | 95–82                                 | Elitzur Maccabi Netanya                   |                                                                       |  |
| 18:00              | Parciales: 17–23, 30–19, 28–14, 20–26    | Parciales: 17–23, 30–19, 28–14, 20–26 | Parciales: 17–23, 30–19, 28–14, 20–26     |                                                                       |  |
|                    | Estadísticas Neimi 24 Thompson 8 Neimi 8 | Pts Reb Asts                          | Estadísticas Pinnock 29 Washam 9 Washam 5 | Pabellón: Yad Eliyahu Arena, Tel Aviv Asistencia: 11,700 espectadores |  |

##### Final
| 27 de mayo de 2010 | Gilboa/Galil                             | 90–77                                | Maccabi Tel Aviv                         |                                                                       |  |
| 20:55              | Parciales: 20–21, 22-29, 21-9, 27-18     | Parciales: 20–21, 22-29, 21-9, 27-18 | Parciales: 20–21, 22-29, 21-9, 27-18     |                                                                       |  |
|                    | Estadísticas Randle 19 Pargo 7 Izraeli 6 | Pts Reb Asts                         | Estadísticas Pnini 18 Eidson 9 Perkins 7 | Pabellón: Yad Eliyahu Arena, Tel Aviv Asistencia: 11,700 espectadores |  |

### Playoff de descenso
Se jugó al mejor de 5 partidos. El equipo con mejor posición al término de la temporada regular acogería los partidos 1, 3 y 5 (si fueran necesarios), mientras que el equipo peor clasificado lo haría con los partidos 2 y 4.
| Team #1            | Agg. | Team #2              | Game 1 2–3 de mayo | Game 2 5–6 de mayo | Game 3 9–10 de mayo | Game 4 13 de mayo | Game 5 16–17 de mayo |
| ------------------ | ---- | -------------------- | ------------------ | ------------------ | ------------------- | ----------------- | -------------------- |
| Ironi Nahariya (9) | 2–3  | Hapoel Holon (12)    | 73–68              | 70–76              | 82–76               | 55–71             | 64–75                |
| Hapoel Afula (10)  | 3–2  | Ironi Ramat Gan (11) | 71–75              | 84–91              | 96–92               | 79–71             | 86–81                |

Ironi Ramat Gan e Ironi Nahariya descencieron a la Liga Leumit.